# Ramganj Upazila
Ramganj Upazila är ett underdistrikt i Bangladesh. Det ligger i den sydöstra delen av landet, 80 km sydost om huvudstaden Dhaka.
Trakten runt Ramganj Upazila består huvudsakligen av våtmarker. Runt Ramganj Upazila är det mycket tätbefolkat, med 2 028 invånare per kvadratkilometer.